# Gonia secunda
Gonia secunda là một loài ruồi trong họ Tachinidae.